# Fort de Champigny
Le fort de Champigny est un ancien fort du système défensif de Paris, situé sur la commune de Chennevières-sur-Marne, dans le département français du Val-de-Marne. Construit à la fin du XIXe siècle, il faisait partie du système Séré de Rivières, destiné a établir un rideau défensif autour de Paris.

## Historique

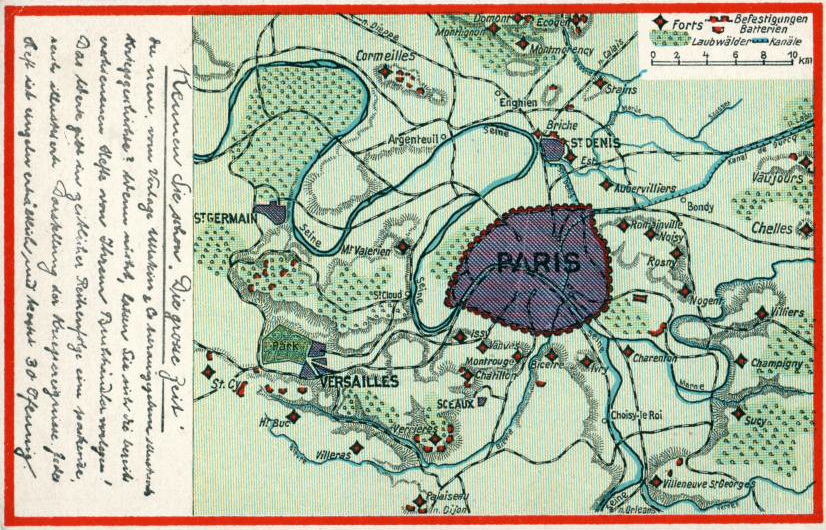
Le fort de Champigny assure la défense du sud-est de Paris avec ceux de Villiers et Sucy.

Le fort de Champigny, nommé en référence à la commune limitrophe de Champigny-sur-Marne, est calqué sur les concepts de défense du général Séré de Rivières; il date de la seconde ceinture fortifiée de Paris construite vers 1880. Le fort est construit entre 1878 et 1880.
En 1914, il ne reste déjà plus que 20 canons (10 canons sur le rempart, 10 dans les caponnières).
En 1939 et 1940, le fort sert de base anti-aérienne. En juillet 1944, le bâtiment est victime d'un incendie.
En 1965, le fort est déclassé. En 1974, il est remis à l'administration des Domaines. Le fort est inscrit sur l'inventaire supplémentaire des monuments historiques par un arrêt ministériel du 16 mai 1979.
Sa restauration démarre en 1984. Le 28 septembre 1990, la première « véritable » rave party française est organisée dans le fort de Champigny,.
Jusqu'en 2018, le fort hébergeait les bureaux de la police municipale. En 2019, des travaux de réaménagement du site du fort démarrent,. L'association de protection des animaux Apac occupe le fort à partir de 2018, mais doit quitter ses murs en 2022. La consultation en vue de créer la ZAC du Fort démarre en avril 2023.

## Description
Le site du fort s'étend sur une surface de 50 554 m².
Il s'agit d'un fort à massif central. Le complexe est composé d'une face, de deux flancs et d'une gorge. Une contrescarpe et une escarpe délimitent le fossé renforcé par une caponnière double. Treize traverses coupent la crête du rempart. Six traverses sont des abris, et la poudrière se situe dans une des traverses nord.
La caserne a une capacité d'accueil de 388 hommes.

## Visites
Le fort de Champigny n'est ouvert au public que lors des journées du patrimoine.